# Емін Агаєв
Емін Рафаель огли Агаєв (азерб. Emin Rafael oğlu Ağayev; нар. 10 серпня 1973, Баку, Азербайджанська РСР) — радянський та азербайджанський футболіст та тренер, виступав на позиції півзахисника. Грав за збірну Азербайджану.

## Клубна кар'єра
Дебютував у Російській прем'єр-лізі в 2001 році в складі московського клубу «Торпедо-ЗІЛ».
Має російське громадянство і тренерську ліцензію категорії «А», яку отримав в Києві.
У 1993 році разом з одноклубниками з «Нефтчі» В'ячеславом Личкін, Ельшаном Гамбарова і Ігорем Гетьманом перейшов в «Анжи» (Махачкала), який викупив контракт за 4 мільйони рублів (близько 80 тисяч доларів). Надалі грав за «Хімки», «Балтику», «Динамо» (Брянськ), «Носта», «Нару-ШБФР» і «Волгу» (Твер).
З 2011 року займається тренерською діяльністю. Протягом декількох років очолював «Дагдизель». Працював у тренерському штабі клубу «Домодєдово». У лютому 2015 року було затверджено на посаді головного тренера товариський «Волги». З 2016 році працює в системі клубу «Хімки».
У травні 2018 року став асистентом Автанділа Гаджиєва в азербайджанському «Сабаїлі».

## Кар'єра в збірній
У футболці національної збірної Азербайджану дебютував під керівництвом Алекпера Мамедова, 17 вересня 1992 року в програному (3:6) товариському матчі проти збірної Грузії. Єдиним голом за азербайджанську збірну відзначився 12 серпня 1998 року у переможному (1:0) товариському матчі проти Грузії. Востаннє футболку національної одягав 12 жовтня 2005 року в програному (0:2) поєдинку проти Уельсу. Загалом з 1992 по 2005 рік у складі національної збірної зіграв 65 матчів, у яких відзначився 1 голом.

## Статистика виступів

### Клубна
| Сезон   | Див.    | Клуб               | Матчі | Голи |
| ------- | ------- | ------------------ | ----- | ---- |
| 1990    | Г       | МЦОП-Терм.         | 20    | 0    |
| 1991    | Г       | «Динамо» (Баку)    | 8     | 0    |
|         | Б       | «Нефтчі»           | 25    | 0    |
| 1993    | В       | «Анжи»             | 31    | 5    |
| 1994    | В       | «Анжи»             | 26    | 0    |
| 1995    | В       | «Анжи»             | 25    | 3    |
| 1996    | В       | «Анжи»             | 37    | 0    |
| 1997    | Б       | «Анжи»             | 28    | 0    |
| 1998    | Б       | «Анжи»             | 38    | 2    |
| 1999    | Б       | «Торпедо-ЗІЛ»      | 35    | 1    |
| 2000    | Б       | «Торпедо-ЗІЛ»      | 24    | 2    |
| 2001    | А       | «Торпедо-ЗІЛ»      | 11    | 0    |
| 2002    | Б       | «Хімки»            | 30    | 1    |
| 2003    | Б       | «Хімки»            | 23    | 1    |
| 2004    | Б       | «Хімки»            | 15    | 1    |
|         | Б       | «Балтика»          | 11    | 0    |
| 2005    | Б       | «Динамо» (Брянськ) | 20    | 0    |
|         | В       | «Носта»            | 10    | 0    |
| 2007    | В       | «Нара-Десна»       | 27    | 0    |
| 2008    | В       | «Волга» (Твер)     | 33    | 1    |
| 2009    | В       | «Волга» (Твер)     | 32    | 1    |
| 2010    | В       | «Волга» (Твер)     | 25    | 0    |
| Загалом | Загалом | Загалом            | 534   | 18   |

### У збірній

#### По роках
| національна збірна Азербайджану | національна збірна Азербайджану | національна збірна Азербайджану |
| Рік                             | Матчі                           | Голи                            |
| ------------------------------- | ------------------------------- | ------------------------------- |
| 1992                            | 1                               | 0                               |
| 1993                            | 3                               | 0                               |
| 1994                            | 4                               | 0                               |
| 1995                            | 5                               | 0                               |
| 1996                            | 7                               | 0                               |
| 1997                            | 8                               | 0                               |
| 1998                            | 9                               | 1                               |
| 1999                            | 8                               | 0                               |
| 2000                            | 6                               | 0                               |
| 2001                            | 3                               | 0                               |
| 2002                            | 3                               | 0                               |
| 2003                            | 3                               | 0                               |
| 2004                            | 4                               | 0                               |
| 2005                            | 1                               | 0                               |
| Загалом                         | 65                              | 1                               |

#### Голи в збірній
| #  | Дата           | Місце               | Суперник | Рахунок | Результат | Змагання         |
| -- | -------------- | ------------------- | -------- | ------- | --------- | ---------------- |
| 1. | 12 серпня 1998 | Гянджа, Азербайджан | Грузія   | 1–0     | 1–0       | Товариський матч |

## Досягнення

### Клубні
«Торпедо-ЗІЛ» (Москва)
- Першість ФНЛ
  -  Срібний призер (1): 2000

### Індивідуальні
- Футболіст року в Азербайджані за версією газети «Футбол+»: 2000[4])
- Найкращий дивізіон Другого дивізіону Росії: 2009[5]

## Особисте життя
Закінчив Дагестанський державний педагогічний університет.